# Raghnarok
Cet article possède un paronyme, voir Ragnarök.
 (décembre 2016).
Si vous disposez d'ouvrages ou d'articles de référence ou si vous connaissez des sites web de qualité traitant du thème abordé ici, merci de compléter l'article en donnant les références utiles à sa vérifiabilité et en les liant à la section « Notes et références ».
Raghnarok est une série de bande dessinée humoristique française, créée par l'auteur Boulet et d'abord publiée dans le magazine Tchô !, puis éditée en 2001 aux éditions Glénat.

## Synopsis
Cette série relate les mésaventures d'un petit dragon, vivant dans la forêt avec sa mère, sa grand-mère et ses deux amies, Najette la fée et Roxane la barbare.

## Personnages

### Personnages principaux
- Raghnarok : le personnage principal de la série[2]. C'est un petit dragon vert de 1,5 m qui ne sait ni cracher du feu, ni voler. Il vit dans la forêt avec sa mère, sa grand-mère, Roxane et Najette.

- Najette : la fée de Raghnarok. C'est une fée ailée qui doit lui apprendre les règles de morale. Elle possède une baguette magique appelé « Bamboudou » qui fait apparaitre un lutin rose complètement stupide. Elle voue une haine terrible aux crapauds qui ont la mauvaise habitude de l'avaler. Dans le tome 3, elle découvre une potion qui lui donne une taille humaine.

- Roxane : l'amie de Raghnarok. C'est une barbare de huit ans. Elle ne se sépare jamais de sa hache. La mère de Raghnarok et Roxane se détestent, si bien que Raghnarok leur a fait promettre de ne jamais se battre entre elles. Roxane se fera néanmoins enfermer dans un orphelinat par la dragonne.

- La mère de Raghnarok : elle veut faire de son fils le plus grand des dragons. Elle est de couleur violette. Elle a aussi une fée, mais elle l'a enfermée dans un bocal.

- Mémé : la grand-mère de Raghnarok, un dragon géant qui vit sur son tas d'or. Elle s'entend bien avec Roxane.

- Carlotta : la fée de la mère de Raghnarok. Celle-ci l'enferma dans un bocal car elle la trouvait énervante. Libérée par Raghnarok dans le cinquième tome, elle l'aidera à vaincre le dragon noir. Dans le tome 6 elle accompagnera la bande pour refermer la faille.

### Personnages secondaires
- « La bonne sœur » : elle recueillera Roxane à l'orphelinat dans le quatrième tome.

- Le père de Raghnarok : on sait très peu de choses sur lui. Il vit dans le monde magique. On l'aperçoit dans le sixième tome.

## Lieux
La forêtLieu où vivent les personnages principaux et toutes les créatures magiques comme les elfes, les orques, les gnomes ou les nains.
Le monde magiqueDimension parallèle ou vivent les anciens dragons comme le père de Raghnarok que l'on aperçoit dans le sixième tome.

## Publications

### Albums (2001-2009)
Les six premiers albums sont au format classique franco-belge de 46 planches. Les quatre premiers albums sont des recueils de gags d'une page tandis que les deux derniers albums racontent une histoire complète chacun.
1. Dragon junior - Glénat - 2001[2],[3]
2. Fées et gestes - Glénat - 2002
3. Terreurs de la nature - Glénat - 2003
4. Légendes urbaines - Glénat - 2004
5. Tempus fugit - Glénat - 2007
6. Casus belli - Glénat - 2009

### Intégrales (2025)
Le 11 juin 2025, Glénat publie une édition intégrale en trois livres. Les six albums parus sont regroupés dans les deux premiers volumes, tandis que le troisième est une histoire longue entièrement inédite qui constitue donc un septième tome et clôt la série. Il est également plus sombre et plus épique que les précédents :
- Livre I - Premier envol, 144 pages (reprise des trois premiers albums),
- Livre II - Barbares, fées et dragons, 144 pages (reprise des trois derniers albums),
- Livre III - In girum imus nocte, 168 pages, inédit.

Le titre du Livre III est une référence à un vers de Virgile.